# Beethoven's 4th
Beethoven's 4th es una película de comedia estadounidense directa a vídeo de 2001. Es la tercera secuela de la película Beethoven de 1992 y la cuarta entrega de la serie de películas de Beethoven. Fue estrenada el 4 de noviembre de 2001. Es la última película que presenta a Judge Reinhold como Richard Newton, Julia Sweeney como Beth Newton, Joe Pichler como Brennan Newton y Michaela Gallo como Sara Newton.

## Reparto
- Judge Reinhold como Richard Newton
- Julia Sweeney como Beth Newton
- Joe Pichler como Brennan Newton
- Michaela Gallo como Sara Newton
- Kaleigh Krish como Madison Sedgewick
- Matt McCoy como Reginald Sedgewick
- Veanne Cox como Martha Sedgewick
- Jeff Coopwood como Bill
- Dorien Wilson como Marlowe
- Mark Lindsay Chapman como Jonathan "Johnnie" Simmons
- Nick Meaney como Nigel Bigalow
- Natalie Elizabeth Marston como Hayley
- Art LaFleur como el sargento Rutledge
- June Lu como la Sra. Florence Rutledge
- Patrick Bristow como Guillermo
- Joyce Brothers como ella misma
- Cujo como Beethoven

## Estreno
La película fue estrenada en Estados Unidos el 4 de noviembre de 2001.

## Recepción
Beethoven 4th recibió reseñas generalmente negativas de parte de la crítica y de la audiencia. En el sitio web agregador de reseñas Rotten Tomatoes, la película posee una aprobación de 0%, basada en 8 reseñas, con una calificación de 4.1/10, mientras que de parte de la audiencia tiene una aprobación de 29%, basada en más de 50 000 votos, con una calificación de 2.6/5.
En el sitio IMDb los usuarios le asignaron una calificación de 4.1/10, sobre la base de más de más de 4400 votos, mientras que en la página web FilmAffinity la película tiene una calificación de 2.7/10, basada en 663 votos.